# تاريخ قطر
قَطَر هي شبه جزيرة تقع على الشاطئ الشرقي من شبه الجزيرة العربية، وفي منتصف الساحل الغربي للخليج العربي، عاش سكان قطر كغيرهم من سكان الخليج العربي على رزقهم في التجارة والغوص على اللؤلؤ، ولما تدهورت تجارة اللؤلؤ انكمش اقتصاد قطر فمرت بسنين عجاف، واستمر هذا الحال إلى أن اكتُشِف النفط الذي أسهم في الازدهار العِمراني والثقافي والاقتصادي في قطر.

## التاريخ القديم
دلت الحفريات والنقوش ورؤوس الرماح، ومجموعة الفخاريات المتقنة الصنع، التي تم العثور عليها في مناطق متفرقة من البلاد، بواسطة البعثات الأوروبية المختلفة، ومنها (البعثة الدنماركية عام 1965م، والبعثة الإنجليزية عام 1973م والبعثة الفرنسية عام 1976م) على أن أرض قطر كانت مأهولة بالسكان منذ الألف الرابع قبل الميلاد، كما دلت الحفريات على امتداد الحضارة العبيدية، التي قامت جنوبي العراق وشمالي الخليج العربي، إلى شبه جزيرة قطر، هذا فضلًا عن أن القبائل الكنعانية هي أول من سكن قطر في مطلع تاريخها، وذلك في الفترة 825-484 ق.م، مما يشير إلى التجذر التاريخي لهذه الدولة القطرية.
وتظهر كتابات قدماء الإغريق ذكر قطر؛ فيشير مؤرخهم هيرودوت (في القرن الخامس قبل الميلاد) إلى أن أول من سكن قطر هم القبائل الكنعانية، التي اشتهرت بفنون الملاحة والتجارة البحرية، كما ذكر الجغرافي الإغريقي بطليموس في خريطته المسماة بلاد العرب - اسم قطر - حيث يعتقد أنها إشارة لشهرة مدينة الزبارة القطرية التي كانت قديماَ بين أهم الموانئ التجارية في منطقة الخليج.
قال أبو منصور: في أعراض البحرين على سيف الخط بين عمان والعقير، قرية يقال لها قطر، وأحسب الثياب القطرية تنسب إليها، وقالوا: قطري فكسروا القاف وخففوا، كما قالوا دهرى، وقال جرير:
- لدى قطريات إذا ما تغولت بها البيد غاولن الحزوم الفيافيا

وقال المثقب العبدي:
- كل يوم كان عنا جللا غير يوم الحنو في جنبي قطر
- ضربت دوسر فينا ضربة أثبتت أوتاد ملك فاستقر

وكانت قطر مزدهرة وتصدر منها البرود والثياب إلى جميع البلاد العربية، وكانت في قديم الدهر تُعنَى بتربية الإبل، وكانت النجائب الجيدة في جميع البلدان تنتسب إلى قطر، وذلك لشهرة نجائبها. كما اشتهرت بنخيلها وأثمارها المتخذ منها سكرًا ورزقًا حسنًا، وكان للنعام بها سوق رائجة؛ هذه إلمامة سريعة عن تاريخها في الزمن القديم.

## العصر الإسلامي
أما في التاريخ الإسلامي؛ خلال القرن السابع للميلاد، كانت أرض قطر والمناطق المجاورة لها، تابعة لحكم المناذرة العرب؛ حيث استجاب ملكهم المنذر بن ساوى التميمي للدعوة الإسلامية، ولبى نداء النبي، بعد أن أوفد إليه؛ عندما كان في المدينة المنورة، العلاء بن الحضرمي، وكان ذلك في السنة الثامنة من الهجرة، وأعلن إسلامه وأسلم معه العرب، ومنذ ذلك التاريخ، دخلت قطر في موكب الحضارة الإسلامية بمراحلها وعهودها المتعاقبة.
وتروي مصادر التاريخ العربي الإسلامي شواهد متعددة على حضور أهل قطر وبراعتهم في ركوب البحر ومشاركتهم في تجهيز أول أسطول بحري لنقل الجيش الإسلامي بغرض الجهاد تحت قيادة أبي العلاء الحضرمي، ويذكر صاحب (معجم ما استعجم) أن المسلمين أصبح لهم معسكر آخر في قطر للانقضاض على الفرس، فضلاَ عن معسكراتهم في جنوب العراق.
ظلت قطر تابعة للخلفاء الراشدين، ثم انتلقت من بعدهم إلى بني أمية سنة 45هـ؛ حيث ظلت خاضعة لعمال أمويين في زمن عبد الملك بن مروان، وفي العهد العباسي؛ إبّان القرن الثاني الهجري شهدت قطر مرحلة من الرخاء الاقتصادي هيأتها لها دار الخلافة في بغداد بقدر لا يستهان به من الثروة.
وفي عام 922 هـ استولى البرتغاليون على قطر، ثم تمكن السلطان سليمان القانوني من تخليص قطر من هذا الاستعمار في عام 963 هـ - 1555م، وذلك بقيادة محمد باشا فروخ، وعندما بدأت الامبراطورية العثمانية في الانهيار قام آل حميد من قبيلة بني خالد بثورة ضد العثمانيين وأعلنوا أنفسهم ملوكًا على الأحساء سنة 1669م.

## قطر في مطلع القرن الثامن عشر
يبدأ التاريخ الحديث لقطر في بداية القرن الثامن عشر، وذلك بنزوح قبائل عربية إلى هذه البلاد، ومن ضمن هذه القبائل العتوب الذين استقروا في الزبارة على الساحل الغربي لقطر، وقد ذكر انه حين استقر العتوب في قطر سنة 1766م كانت (الحويلة) هي أكبر مدينة على الساحل، وكان يقيم بها (آل مسلم) من بني خالد. وكانت هناك مدينة (فويرط) والتي كان يسكنها (المعاضيد) وسواهم من آل بن علي، و (الدوحة) والتي كان يسكنها (السودان) وآل سلطة (الدوحة) والبوكوارة (الغارية وسميسمة وفويرط)، وآل فخرو (نزوة والظعاين)، وكان يوجد بعض من القبائل العربية؛ مثل: آل مره وبني هاجر جنوب قطر، والكعبان ولكبسة والخليفات والقبيسات في العديد والنعيم في شمال غرب قطر، والسادة في الرويس، والمنانعة في بوظلوف، إضافة إلى الكثير من القبائل القطرية.
كان نزول آل ثاني الدوحة في ظروف غاية في الشدة والاضطراب برزت فيها شخصية الشيخ محمد بن ثاني الذي وجد في ابنه جاسم بن محمد آل ثاني خير عون له؛ إذ يعتبر الأخير - طبقًا لأقوال المؤرخين - المؤسس الفعلي لإمارة قطر. لقد استطاع الشيخ محمد بن ثاني أن يوحد القبائل القطرية ليستطيع بها مواجهة خصومه من آل خليفة في البحرين، حتى إنه تمكن من رد غاراتهم على قطر، وألحق بهم هزيمة نكراء في مدينة الوكرة، ثم توفي عام 1878م تاركًا الولاية من بعده لابنه الشيخ جاسم بن محمد الذي يشار إليه بأنه مؤسس دولة قطر.
في عام 1871م أصبحت قطر محمية عثمانية، واستطاع أن يوحد القبائل القطرية بفضل ما أوتي من نعمة الثراء، نتيجة كونه من أكبر وأشهر تجار اللؤلؤ، فضلا عن صفاته الشخصية؛ حيث جعلت منه أعظم قطري ظهر في النصف الأول من القرن العشرين، واستطاع أن يحظى من القطريين بالسمع والطاعة، وعرف بحكمته ودهائه؛ فلقد حارب الإنجليز والعثمانيين، وتغلب عليهما، وكذلك حارب خصومه من الشيوخ والأمراء الذين هاجموه، وإليه يعود الفضل في القضاء على تبعية أجزاء من قطر للبحرين واستقلالها استقلالا تاما.

## فترة الوجود العثماني وضعفه في قطر
في أواخر القرن السادس عشر استطاعت الامبراطورية العثمانية ضم الأحساء، إلا أن حكمهم لها خلال الفترة 1580-1660 كان ضعيفا؛ ما لبث أن انهار بعد نحو ثمانين عاما على يد قبيلة بني خالد التي استولت على الأحساء وخضع الخليج العربي لحكمها، وإن اعترف حكامهم فيما بعد بالسيادة العثمانية، واستمر هذا الوضع حتى أواخر القرن الثامن عشر، عندما نجحت الدولة السعودية الأولى التي أسسها محمد بن سعود في ضم الأحساء والقضاء على بني خالد، بينما كانت الدولة العثمانية منصرفة إلى مشاكلها في أوروبا والبلقان.
يلاحظ أن وجود العثمانيين على الساحل الشرقي للجزيرة العربية تواصل بشكل أو بآخر من البصرة إلى قطر، ومع ذلك لا نجد إدارة عثمانية حقيقية خارج نطاق ولاية البصرة، حتى جاء بنو خالد ومارسوا سلطة حقيقية على هذه المناطق، غير أن أسرتهم منيت بصراع داخلي على السلطة مما أودى بها في النهاية.
ومن المذكور أن بني خالد لم يحكموا قطر حكما مباشرا، وإنما كانوا يعتمدون في ممارسة سلطتهم نيابة عنهم على أسرة (آل مسلم)، وكان مركزهم (الحويلة)، غير أنه مع قيام الدولة السعودية الأولى، وتوسعها في الأحساء، بعد أن عينت (إبراهيم بن عفيصان) والياً على الأحساء عام 1795، قام ابن عفيصان ببسط سلطة الدولة على بقية الجزيرة العربية؛ ففي عام 1798 بدأ هجومه على الزبارة، وعهد إلى رجاله بمهمة عزل المدينة عن البر ومحاصرتها والاستيلاء عليها، ولكن الحصار فشل، فبدأ بالهجوم على قلعتها التي سقطت في يده بعد خسائر فادحة في الأرواح، ثم شرع في الاستيلاء على بقية شبه جزيرة قطر، وهكذا امتدت سلطة الدولة السعودية الأولى إلى شرقي الجزيرة العربية.
لما كانت الدولة السعودية قد قامت في الجزيرة العربية في قلب نجد، وامتد نفوذها إلى الأحساء بعد أن قضت على بني خالد، انعكس قيام هذه الدولة الجديدة على أوضاع الجزيرة العربية؛ حيث اعتنق الناس المذهب السلفي طواعية، بعد أن ضم السعوديون كلا من الأحساء وقطر والبحرين في ولاية واحدة تولى أمرها إبراهيم بن عفيصان.
كانت الزكاة تجمع من قطر والأحساء لترسل إلى مقر الولاية في البحرين، وعندما اشتد خطر الدولة السعودية على النفوذ العثماني في الجزيرة العربية، لجأ السلطان العثماني إلى واليه في مصر محمد علي باشا الذي أرسل حملات عسكرية استطاعت الوصول للعاصمة السعودية الدرعية، وتدميرها والقضاء على الدولة السعودية الأولى (1812-1818)، وعلى إثر ذلك انتهز آل خليفة الفرصة لاستعادة مركزهم في البحرين، بعد أن فقدوه تحت الحكم السعودي.
لما كانت أسرة آل خليفة، شيوخ البحرين، تعاني من صراع داخلي بين فرعي سلمان وعبد الله بن أحمد آل خليفة، رحل محمد بن خليفة بن سلمان إلى قطر إلى أن تمكن محمد بن خليفة من انتزاع السلطة في البحرين بمساعدة القبائل، وقد برز في هذه الأثناء (عيسى بن طريف) من آل بن علي (البنعلي)؛ حيث استطاع أن يحشد كثيرا من القبائل لمعاونة محمد بن خليفة، ثم تنكر له فيما بعد وانقلب عليه، فاشتبكا في معركة قتل خلالها عيسى بن طريف عام 1847م، هي معركة (أم سوية) التي خرب فيها البحرينيون الدوحة تماما.
بعد ذلك ظهر الأمير فيصل بن تركي حيث نجح في استعادة نجد والأحساء، ثم وصل بقواته إلى حدود قطر عام 1850م، ودارت بينه وبين شيوخ قطر اشتباكات عند (مسيمير)؛ وانتصرت القوات القطرية، وفي نفس العام برز جاسم بن محمد آل ثاني قائدا للقبائل القطرية، غير أن والده (محمد بن ثاني) استطاع أن يجري اتفاقا مع السعوديين لإنهاء الصراع، خوفا من أن يعزز فيصل قواته ويعود إلى قطر بقوة، غير أن هذا الاتفاق الذي تم مع الأمير فيصل أزعج آل خليفة، وجعلهم يتهمون القطريين بالانحياز إلى السعوديين.
ساءت الأمور بشكل سريع بين قطر والبحرين، ووقعت العديد من المعارك البرية والبحرية التي تولى قيادتها محمد بن ثاني وابنه جاسم؛ كان من أبرزها عندما استعد آل خليفة بحملة بحرية قوية، تلقت دعما من أبوظبي وبدأت في الهجوم على الوكرة والدوحة في أكتوبر عام 1867م، ونجحت القوات المشتركة في تخريب مدينة الدوحة ونهب ممتلكات المدينة، مما أدى إلى هجرة الكثير من الأهالي. غير أن القطريين ما لبثوا أن استعادوا قوتهم وجمعوا شتاتهم ووحدوا صفوفهم بعد انتهاء موسم الغوص، وفي يونيو عام 1868 بدؤوا في شن هجوم كبير على البحرين؛ والتقى جيشهم بجيش آل خليفة في موقع من جزر البحرين اسمه (دامسة)، حيث دارت معركة عنيفة، لكن القطريين ما لبثوا أن تراجعوا منسحبين إلى قطر، في مناورة ينقضون بعدها على قوات آل خليفة، لقطع السبيل أمام عودتهم، وقد نجحت الخطة، ونجحوا أيضا في أسر شيخين من آل خليفة ساوم بهما القطريون البحرينيين على إطلاق سراح الشيخ جاسم بن محمد آل ثاني.
بعد ذلك بفترة زمنية جاءت إلى قطر حامية عسكرية عثمانية بطلب من حاكم قطر الشيخ محمد بن ثاني، في يوليو عام 1871 واستقرت في (البدع) ضمن خطة الدولة التي سيطرت بموجبها على الأحساء، فبدأت بذلك مرحلة من التنافس البريطاني - العثماني حول قطر، أثيرت خلالها مشكلة (العديد) التي أيدت فيها بريطانيا إدعاءات أبوظبي في استحقاق امتلاكها، حتى تمنع امتداد النفوذ العثماني إلى مشيخات ساحل عمان، وكذلك أثيرت مشكلة (الزبارة) التي تصدت فيها السلطات البريطانية لمحاولات العثمانيين إعمارها وبناء مينائها؛ فقد اعتبر الإنجليز أن ذلك سيكون نقطة ارتكاز معادية لنفوذهم في البحرين، وتشددت بريطانيا إلى أن قصفت الزبارة عامي 1875، 1878.
وباتخاذ العثمانيين مزيدا من الإجراءات التي تستهدف إحكام قبضتهم على قطر بين عامي 1889-1892 تدهورت العلاقات بينهم وبين الشيخ جاسم الذي كان قد تولى الحكم خلال الفترة (1878-1913)، ووصلت الأمور إلى حد الاصطدام المسلح في معركة الوجبة عام 1893، والتي لقى فيها الجنود العثمانيون الهزيمة، وقد حاولت السلطات القطرية تسوية الأزمة، لكن الدولة العثمانية رفضت تلك المحاولات، إلى أن شهدت السنوات الأخيرة من القرن التاسع عشر انتهاء نفوذ الدولة العثمانية، وعلى إثر ذلك الانهيار وجد حاكم قطر نفسه وحيدا في مواجهة الإنجليز.

## اتصال قطر ببريطانيا
لم تكن بريطانيا قد اتصلت بقطر اتصالا مباشرا، أو أدخلتها في دائرة اهتمامها، باستثناء يقظتها وتصديها لنشاط القرصنة الذي يقوم به رحمة بن جابر.
إلا أنه قد صارت علاقات مع بريطانيا فيما بعد، لتمثل حلقة من حلقات نفوذ بريطانيا في الخليج العربي ككل، ذلك النفوذ الذي بدأ مع تأسيس شركة الهند الشرقية البريطانية، ثم ضم الشركة إلى التاج البريطاني وتأسيس شركة الهند البريطانية، التي نشطت لإخضاع الخليج لسيطرة بريطانيا، التي بررت ذلك بالقضاء على «القرصنة» وعلى تجارتي السلاح والرقيق، ولقد لجأت بريطانيا لتنفيذ سياساتها عبر مرحلة طويلة، وبأساليب مختلفة؛ منها عقد اتفاقيات وتعهدات، وقد بدأت هذه التعهدات منذ عام 1820، وانتهت بمعاهدة الحماية البريطانية على قطر 1916م، ومروراً باتفاقيات الهدنة البحرية، المؤقتة والدائمة، ثم الاتفاقيات الانفرادية أو المانعة، التي طالت كل إمارات الخليج العربي.
ونتيجة حدوث بعض أعمال «القرصنة» على ساحل قطر، أرسلت شركةُ الهندِ الشرقيةِ البريطانيةِ المدمرةَ «فيستال» عام 1821م لتطلق مدافعها على طول ساحل المنطقة لإرهاب الشيوخ والأهالي، وإثبات قوة بريطانيا. وكان القصف من نصيب «البدع»، مما نتج عنه تدمير المدينة، وهجرة المئات من سكانها إلى الجزر الممتدة بين قطر والساحل العماني، وكان هذا القصف البريطاني لسواحل قطر أول اتصال لبريطانيا بالمنطقة.

## الاستقلال

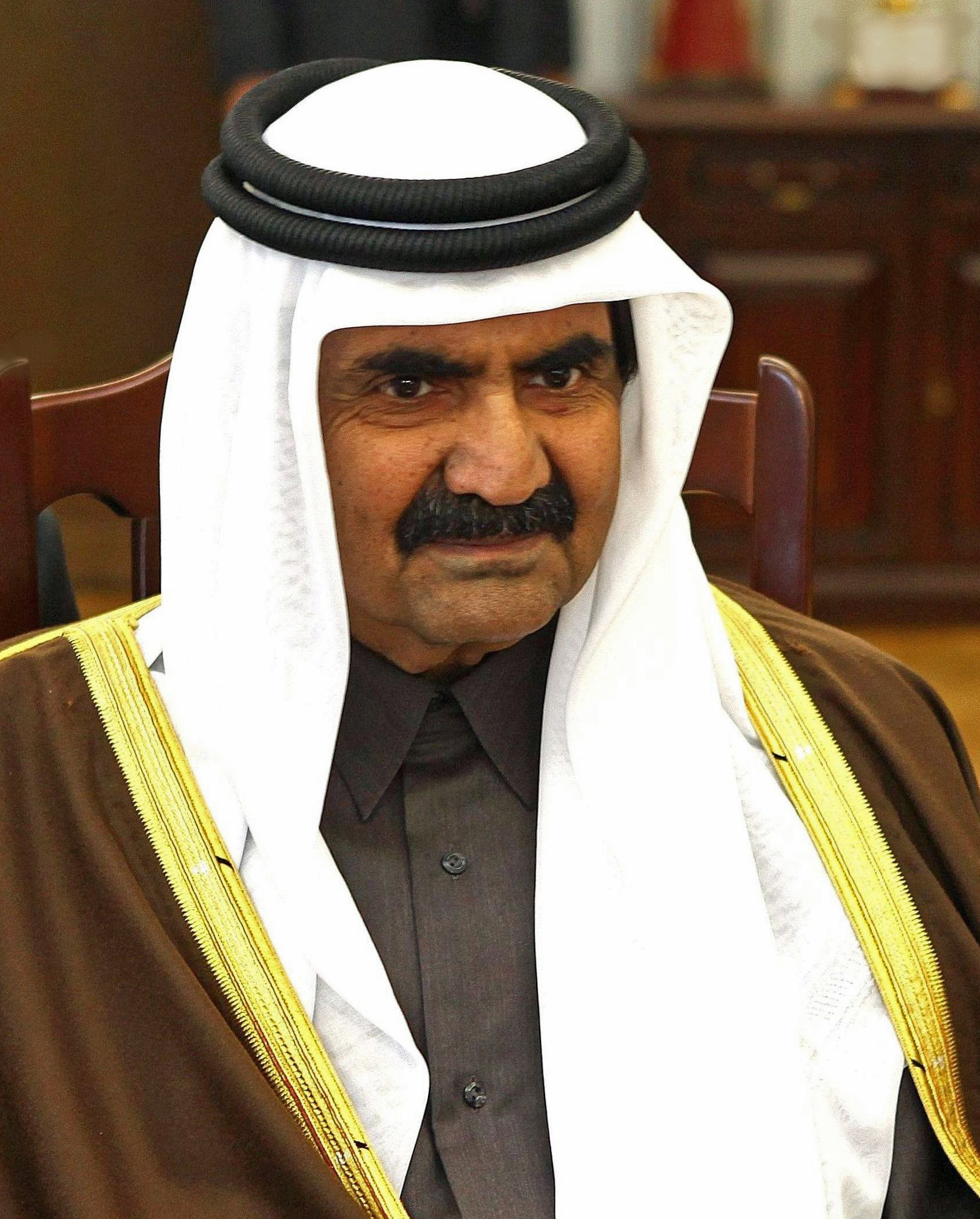
حمد بن خليفة آل ثاني

في 16 يناير من عام 1968م، طرأ على قطر ومنطقة الخليج تطور سياسي بالغ الأهمية، عندما أعلنت بريطانيا قرار سحب قواتها من جميع المناطق الواقعة شرق السويس، وكان أول رد فعل رسمي في الخليج أن تنادت إماراته ومشيخاته التسع إلى إقامة اتحاد فيما بينها لسد الفراغ السياسي الذي قد ينجم عن انسحاب بريطانيا في نهاية عام 1971م، وهذه الإمارات والمشيخات هي: قطر والبحرين وأبوظبي ودبي والشارقة وعجمان والفجيرة ورأس الخيمة وأم القيوين.
لعبت قطر دوراً سياسياً مرموقاً في الجهود التي بذلت لإنجاح اتحاد الإمارات التسع، ولكن هذه المساعي لم تكلل بالنجاح.
في اليوم الثالث 3 سبتمبر من عام 1971م تم إنهاء العلاقات التعاهدية مع بريطانيا، وإلغاء المعاهدة التي كان الشيخ عبد الله بن جاسم آل ثاني قد وقعها مع بريطانيا في عام 1916، فأصبحت قطر دولة مستقلة ذات سيادة كاملة، وفي الشهر ذاته، سبتمبر، انضمت قطر إلى جامعة الدول العربية والأمم المتحدة.

## حكام قطر

### الشيخ محمد بن ثاني
في عام 1848م وصلت أسرة آل ثاني إلى الدوحة قادمة من فويرط بزعامة محمد بن ثاني الذي ولد في فويرط، وبعد وفاة والده ثاني بن محمد أصبح هو زعيم قبيلته في فويرط، وفي نهاية الأمر بسط محمد بن ثاني نفوذه في مختلف أنحاء قطر، كما عزز مركزه خارجيا بالتحالف مع فيصل بن تركي أمير الدولة السعودية الثانية، الذي قام بزيارة قطر في أوائل عام 1851م، وفي أوائل الستينيات من القرن التاسع عشر ظهر الشيخ محمد بن ثاني كأهم شخصية؛ ليس فقط في قطر بل أيضا في شبه الجزيرة العربية كلها. وفي 12 سبتمبر عام 1868م وقع معاهدة مع الكولونيل لويس بيلي المقيم البريطاني في الخليج؛ تم بمقتضاها الاعتراف باستقلال قطر، وفي عام 1871م طلب من العثمانيين في الأحساء حمايته من أي اعتداء خارجي، وبحلول عام 1876م سلم المسؤولية الإدارية لابنه الشيخ جاسم بن محمد آل ثاني، وذلك بسبب تقدمه في العمر، وقد توفي محمد بن ثاني عام 1879م.

### الشيخ جاسم بن محمد بن ثاني
ولد الشيخ جاسم بن محمد آل ثاني حوالي عام 1825 وتولى المسؤولية الكاملة في قطر عام 1876؛ حيث مُنح الشيخ جاسم لقب قائمَّقام نائب الحاكم من قبل العثمانيين في العام نفسه. لقد أدت محاولات العثمانيين إلى زيادة قوتهم في قطر عن طريق تعيين مسؤولين عثمانيين وإداريين في الزبارة والدوحة والوكرة وخور العديد، وأيضًا عن طريق إنشاء جمرك في الدوحة، وكذلك تعزيز الحامية العثمانية في الدوحة؛ كل ذلك أدى إلى نشوب حرب مع الشيخ جاسم في شهر مارس 1893م في الوجبة على مسافة 15 كيلومترًا غربي الدوحة، وقد استطاع الشيخ جاسم وقواته إلحاق الهزيمة بالعثمانيين في تلك المعركة (معركة الوجبة)، وتعتبر هزيمة العثمانيين هذه بمثابة علامة بارزة في تاريخ قطر الحديث؛ نظرا للشجاعة التي اتصف بها الشيخ جاسم وشعبه في أثناء مواجهة العثمانيين، وفي يوليو 1913م توفي الشيخ جاسم الذي يعتبر المؤسس الفعلي لدولة قطر الحديثة.

### الشيخ أحمد بن محمد بن ثاني
ولد الشيخ أحمد عام 1853م، وتنازل الشيخ جاسم عن القائمَّ مقامية إلى أخيه الشيخ أحمد في عام 1893م، وإن ظل هو المدبر الفعلي للأمور. اشتهر بشجاعته، وظهر اسمه في ساحات الوغى في أحداث وقعة الغارية، ثم في وقعة ربيجة، ووقعة مرير بشمال قطر، وعندما أتى مدحت باشا بجيوشه إلى قطر، وطلب مقابلة الشيخ جاسم والتفاوض معه، وقد علم الشيخ جاسم أنه يريد غدرًا، أرسل له أخاه الشيخ أحمد ومعه 15 رجلاً من أعيان البلاد ليتفاوضوا معه، فأسرهم مدحت باشا غدرًا، وذهب ليقاتل الشيخ جاسم، فدخلت القبائل القطرية في حرب معه لتخليص الرهائن، وتم لهم النصر على مدحت باشا في معركة الوجبة، وتحرير الشيخ أحمد من أسره. استشهد الشيخ أحمد غدرًا عام 1905م.

### الشيخ عبد الله بن جاسم
ولد الشيخ عبد الله بن جاسم آل ثاني عام 1880م بمدينة الدوحة، وفي 17 يوليو عام 1913م تولى حكم قطر، وقد اعترفت بريطانيا والإمبراطورية العثمانية بالشيخ عبد الله وورثته حاكما على شبه جزيرة قطر بأكملها بعد موت كل من أبيه الشيخ جاسم، وأخيه الشيخ عبد الرحمن حاكم الوكرة، وكان العثمانيون قد تخلَّوا عن كل حقوقهم في قطر في أعقاب نشوب الحرب العالمية الأولى، فأجبرهم الشيخ عبد الله على ترك الدوحة في عام 1915م، وفي 3 نوفمبر 1916م وقعت بريطانيا معاهدة مع الشيخ عبد الله، وذلك لإدخال قطر تحت نظامها المعروف باسم إدارة الإمارات المتصالحة، وبمقتضى هذه الاتفاقية وافق الشيخ عبد الله على عدم الدخول في أية علاقات مع أية دولة أخرى بدون موافقة مسبقة من الحكومة البريطانية، وفي المقابل ضمن بيرسي زكريا كوكس المقيم السياسي في الخليج، والذي وقع المعاهدة نيابة عن الحكومة البريطانية، حماية قطر من كل اعتداء تتعرض له من البحر، وفي 5 مايو 1935م استطاع الشيخ عبد الله الحصول على موافقة بريطانيا على حماية قطر من الهجمات الداخلية والخارجية التي تتعرض لها بدون أن تكون هي السبب المحرك لهذه الهجمات، وبعد اعتراف بريطانيا بالشيخ حمد الابن الثاني للشيخ عبد الله وليا للعهد في قطر، وقع الشيخ عبد الله أول اتفاقية لمنح امتياز بترولي لشركة النفط الإنجليزية-الفارسية، وذلك في 17 مايو 1935م، وبموجب ذلك الاتفاق، وفي أكتوبر 1938م، تم حفر أول بئر للبترول في قطر، وتم اكتشاف البترول في منطقة دخان في شهر يناير عام 1940م، غير أنه تم إغلاق آبار النفط بسبب تطورات الحرب العالمية الثانية.
ويعد التوقيع على امتياز قاع البحر مع شركة التعدين والاستثمار المحدودة في 5 أغسطس عام 1949م آخر عمل قام به الشيخ عبد الله بوصفه حاكم قطر، وقد توفي الشيخ عبد الله يوم 25 أبريل عام 1957م.

### الشيخ عبد الرحمن بن جاسم
(حاكم الوكرة وحامي الجنوب القطري)؛ ولد عام 1871م في قطر، حسب ماذكر الشريفي في كتابه المعاضيد وقطر.
هو أمير الوكرة، الحامي للركن الجنوبي من دولة قطر، ولا يخفى على أحد أن هذا الركن هو الجانب الذي كانت البلاد تتعرض للاعتداء من ناحيته، ولما لهذا الركن من أهميه بالغة قام والده الشيخ جاسم بإسناد أمر حمايته إلى الشيخ عبد الرحمن، وأثناء قيامه بهذه المهمة قام بردع القبائل المعادية، كما ردع رجال قبيلة العوامر، وعلى رأسهم كبيرهم الرظة، الذي وقع أسيرا مع رجاله في قبضة الشيخ عبد الرحمن، الذي تفضل عليهم فأطلق سراحهم مرجعا لهم سلاحهم وركائبهم، وكما وقع ذلك للعوامر وقع لغيرهم؛ مثل رجال قبيلة الدواسر الذين قاموا بأخذ أموال ليست لهم فعمل على استرجاعها منهم بالقوة، وقد تم أسرهم، ولكنه أيضا قام بالإنعام على كبيرهم «السنافي»، بإيصالهم إلى أوطانهم بسلام، وقد اشتهر بالشجاعة والإقدام، واتصف بالشجاعة، وبعد استشهاد الشيخ علي بن جاسم آل ثاني الملقب بـ (جوعان)، كان على رأس أول السرايا التي تقدمت لغزو المعتدين (أبوظبي) في معارك استمرت بضع سنوات؛ كان النصر حليفه فيها، وهذه المعارك هي: وقعة خنور؛ يقال إنه ذبح أربعة عشر رجلا بعد أن طمر القصر، بعد حصار دام عدة أيام، وأول شخص طمر القصر هو الشيخ عبد الرحمن، ووقعة سويحان، ووقعة بينونة، ووقعة الصفا. وقد عرف بتدينه وتقواه وورعه وأخلاقه الحميدة، وقوته وبأسه في صد العدو، وعدله مع عامة الناس الذين يلجؤون إليه لنصرتهم وإرجاع حقوقهم.

### الشيخ علي بن عبد الله
ولد الشيخ علي بن عبد الله آل ثاني حوالي عام 1896م، وأصبح حاكما لقطر عقب تنازل الشيخ عبد الله عن الحكم لصالحه يوم 20 أغسطس 1948م، وفي 31 ديسمبر 1949م تم تصدير أول شحنة من بترول الحقول البرية في قطر من محطة مسيعيد، وبذلك دخلت قطر عصر البترول، وفي 29 نوفمبر 1952م وقع الشيخ علي اتفاقية مع شركة شل للاستكشافات الخارجية المحدودة، وذلك لاستخراج البترول من حقول بحرية، وفي أول سبتمبر 1952م تم أيضا توقيع اتفاقية جديدة مع شركة نفط العراق، (التي أصبحت فيما بعد شركة بترول قطر)، وبمقتضى هذه الاتفاقيات حصلت قطر على %50 من أرباح تصدير البترول. وتمشِّيا مع استكشاف البترول في قطر اتخذ الشيخ علي خطوة لإنشاء نظام إداري فعال يتولى إدارة الاقتصاد البترولي، وتم تكليف رونالد كوكرين بتنظيم قوة شرطة، بينما تم في يناير 1950م تعيين فيليب بلانت، وهو ضابط سابق في سلاح الطيران الملكي البريطاني، مستشارا لحاكم قطر، وفي أغسطس 1950م عينت بريطانيا آرثر ويلتون كأول مسؤول سياسي في قطر، وقد توفي الشيخ علي يوم 31 أغسطس عام 1974م.

### الشيخ أحمد بن علي
ولد الشيخ أحمد بن علي آل ثاني حوالي عام 1920م في الدوحة، وقد أصبح حاكما لقطر في 24 أكتوبر 1960م، وذلك عندما تنازل والده الشيخ علي عن الحكم، وفي نفس التاريخ تم تعيين الشيخ خليفة بن حمد آل ثاني وليًّا للعهد، ونائبًا للحاكم. وقد شهدت فترة حكم الشيخ أحمد نمو النشاط الاقتصادي في قطر نتيجةً لاكتشاف عددٍ كبير من حقول البترول في البلاد، وفي يناير 1964م بدأ الإنتاج على نطاق واسع في حقل العد الشرقي، وهو أول حقلٍ بحري في العالم يتم تشغيله كمرفقٍ بحري بصورةٍ تامة. وفي عام 1963م تم اكتشاف حقل بترول أكبر، وهو: ميدان محزم، وفي عام 1965م تم إنشاء محطة لتجميع البترول على جزيرة حالول، وفي العام نفسه بدأت عمليات الاستكشاف في حقل أبو الحنين، ثم بدأ الإنتاج عام 1977م. ومع نمو الاقتصاد البترولي تقدمت قطر بسرعة نحو استحداث نظام إداري حديث، وأنشأ الشيخ أحمد وزارة للمالية في نوفمبر 1960م، كما تم إنشاء الإدارة المالية العامة للتعامل مع جميع المسائل الحكومية ذات الطابع المالي والإداري، وفي عام 1967م تم إنشاء إدارة شؤون الموظفين، وتدريجيا بدأت الإدارة في قطر تأخذ شكلها النهائي، واتجهت البلاد صوب الاستقلال.
عقب إعلان حكومة حزب العمال في يناير 1968م سحب قواتها من شرق قناة السويس منهية بذلك معاهدات الحماية مع حكام الخليج، اتجهت قطر حينذاك لتشكيل مجلس وزراء لها، وفي 2 أبريل 1970م صدر الدستور المؤقت، وتم تشكيل أول مجلس للوزراء في البلاد يوم 28 مايو 1970م، وفي 3 سبتمبر 1971م أعلن استقلال قطر، وبذلك أنهيت المعاهدة البريطانية القطرية التي أبرمت عام 1916م. وقد توفي الشيخ أحمد يوم 25 نوفمبر 1977م.

### الشيخ خليفة بن حمد
ولد الشيخ خليفة بن حمد آل ثاني في الريان عام 1932م، وفي 22 فبراير عام 1972م تولى مقاليد الحكم في البلاد إثر انقلاب أبيض على ابن عمه الشيخ أحمد بن علي بن عبد الله آل ثاني، فشرع بعد توليه الحكم في عملية إعادة تنظيم الحكومة، وكان أول عمل قام به في هذا الاتجاه هو تعيين وزير للخارجية، ومستشار للأمير في شؤون البلاد اليومية. وفي 19 أبريل عام 1972م عدل الدستور، وزاد عدد الوزراء بتعيين وزراء أَجِدَّاء، وتمت إقامة علاقات دبلوماسية مع عدد من الدول على مستوى السفراء. وفي 18 يوليو 1989م أجري تعديل وزاري لأول مرة، خرج به معظم الوزراء السابقين من الوزارة، والتي أصبحت تضم 15 وزيرا. وتم تعديل وزاري آخر في 1 سبتمبر 1992م برئاسة الشيخ خليفة، وصار عدد الوزراء 17 وزيرا. وتمشيا مع التوسع في الوظائف الإدارية للدولة أعيد تكوين مجلس الشورى في 4 أبريل 1990م، وتم تعيين 19 عضوا، واحتفظ 11 عضوا سابقا بعضويتهم، وإضافة إلى ذلك تم إنشاء ديوان المحاسبة للتدقيق في أداء كل من: الأجهزة الحكومية، وذلك وفقاً للموازنة، وفي الإدارة المالية. ومع توسع مهام الحكومة وخدماتها أعيد تنظيم ديوان الخدمة المدنية، وزادت عائدات الدولة من النفط نتيجة لزيادة عدد اتفاقيات الشراكة في الإنتاج، والتي وقعتها الحكومة مع عدد من شركات النفط الأجنبية. وقد أُبرمت اتفاقيتا مشاركة في الإنتاج مع شركة ستاندارد أويل أف أوهايو في يناير 1985م، ومع أموكو في فبراير 1986م، كما أبرمت اتفاقية أخرى في يناير 1989م بين قطر وشركة ألف أكتين الفرنسية. وفي أواسط عام 1991م بدأ إنتاج الغاز الطبيعي في حقل الشمال، الذي يعتبر ثاني أكبر حقل منفرد للغاز غير المصاحب في العالم، واحتياطيه المثبت حوالي 910 تريليون قدم مكعب.

### الشيخ حمد بن خليفة
ولد الشيخ حمد بن خليفة آل ثاني في الدوحة عام 1952م، وفي 31 مايو 1977 بويع وليًا للعهد، كما عين وزيرًا للدفاع بالتاريخ نفسه. وفي 27 يوليو 1995 تولى مقاليد الحكم إثر انقلاب أبيض على والده، وبحكم منصبه أصبح قائدًا عامًا للقوات المسلحة القطرية، كما أنه يرأس مجلس العائلة الحاكمة، وأيضًا يرأس اللجنة العليا للتنسيق والمتابعة، والمجلس الأعلى للاستثمار. وقد تم في عهده إقرار دستور قطر الدائم بعد التصويت عليه في عام 2003م، وأجريت أول انتخابات للمجلس البلدي فضلًا عن انتخابات غرفة تجارة وصناعة قطر. وقد قام بفتح المجال أمام حرية الصحافة والإعلام وحرية التعبير بعد إلغاء وزارة الإعلام. كما تم الإعداد لإجراء أول انتخابات برلمانية على مستوى الدولة. وقد أسهم في تطور قطر في جميع النواحي العمرانية والاقتصادية والعلمية والرياضية؛ حيث بدأت في معرفة التطور العمراني والبنيات التحتية في ظل حكمه. وأنشأ سوقا للأسهم، ووسع الاستثمارات الوطنية في استغلال المعادن الطبيعية في باطن الأرض؛ حيث أوجد امتلاك قطر لأكبر حقل غاز منفرد، ولثاني أكبر احتياطي في العالم من الغاز الطبيعي. كما أنه شجع التعليم؛ فجعله إجباريًا من الناحية القانوية من سن السابعة إلى أواخر العقد الثاني من العمر. وكان له رؤية في أهمية التعليم ومردوده على جميع أشكال الحياة، فأنشأ لذلك مدينة تعليمية للتعليم العالي، متكاملة من جميع النواحي، لتوفر للطالب المناخ المناسب للتعليم المتميز. كما أنه استقطب أفضل الجامعات العالمية. وقد سجلت قطر في عهده حضورا مميزا على الساحة الدولية؛ فبعد توثيق عرى الأُخُوة والعلاقات الثنائية مع شقيقاتها دول مجلس التعاون، تحركت على الصعيد العربي لتعزيز أواصر روابطها القومية مع الدول العربية، ومضت قدما نحو تثبيت أركان صداقتها مع مختلف الدول الأجنبية من خلال الزيارات المتبادلة والإسهام في القضايا والمسائل التي تهم حركة التعاون والسلم الإقليمي والدولي. وقد شهدت البلاد في عهده قفزات نوعية في التنمية والتطور والخطوات الجسورة على صعيد العمل السياسي والاقتصادي والاجتماعي والثقافي، الذي يؤهل دولة قطر للسير قدما، وبخطى واثقة في هذا القرن الجديد الذي يستند إلى قواعد العلم والتكنولوجيا والإدارة المتطورة.

## وصلات خارجية
- حكومي - حكومة دولة قطر على الإنترنت نسخة محفوظة 9 أكتوبر 2014 على موقع واي باك مشين.